# PDRさん
PDRさん（ピーディーアールさん、1985年2月2日 - ）は、日本のYouTuber。本名はペイン ダンカン龍之介（ペイン ダンカンりゅうのすけ、英: Duncan Ryunosuke Pain）。妻はニュージーランド人YouTuberのmimei。
日本人の母とイギリス人の父を持つ。幼少期をイギリスで、青年期を日本で過ごしたため日英バイリンガルである。実弟に吉本芸人のペイン ミカイル森之介と、YouTuberのPDS株式会社（ペイン ダンテ将之介）がいる。
以前はGENESIS ONEに所属していたが、現在はフリー。

## 来歴
1985年2月2日、千葉県柏市に生まれる。1歳半の時にイギリスへ移住。1998年、13歳で再び日本に戻る。
2006年11月20日、最初のYouTubeチャンネル「mygirlhiro」を開設。当初は洋楽のPVのパロディなどを投稿していた。
2008年1月3日、顔出しでの動画投稿を開始。当初の動画は全て英語だった。もともと海外の友達を作りたかったことや、英語を話す機会を作りたかったことが動画投稿の動機であったと話している。しかし、それまで洋楽のPVのパロディなどを投稿していたために警告（アーティストへの著作権違反）が2つ付き、このチャンネルは使われなくなった。
同年9月12日、当時のセカンドチャンネル「JustDuncanNoHiro」を開設。前述の「mygirlhiro」が使えなくなったことにより途中からメインチャンネルとなり、「Just Duncan」に改名された。後述の日本語のチャンネルの人気によりここ数年は投稿頻度は激減しており、突然近況報告のような動画が年に1本程度投稿されるに留まっている。
2011年5月20日、現在の日本語のメインチャンネル「PDRさん」を開設。当初のチャンネル名は「PDRKabushikiGaisha」で、元々は弟のPDSKabushikiGaishaのパロディとして作ったものだという。初期は英語関連のネタを中心に人気を集めたほか、PDSとのコラボ動画も多く投稿された。
同年11月29日、現在の英語のセカンドチャンネル「ViolentElfDoomsday」を開設。動画はアメコミの紹介が中心である。
2013年1月1日、mimeiとの共同チャンネル「BACOUPLE」を開設。
2013年8月19日、日本語のセカンドチャンネル「PDRさんのゴミ箱」を開設。現在は「PDRさんのメインチャンネル」に改名されており、未だ高頻度で更新されている。PDRさん史上最も視聴された動画『PPAPアプリ PPAP Apps』はこのチャンネルから投稿されたものである。2017年5月にこのチャンネルでの活動を一時休止したが、1年後に「ゴミ箱チャンネルのシリーズをメインでやるのに違和感があった」として、活動を再開した経緯がある。
2014年6月、mimeiとの結婚を発表。
2016年8月から9月末にかけて、一か月以上にわたり動画投稿を休止。突然の休止はネット上で「家族関係のトラブルではないか」など様々な憶測を生み、YouTuberのシバターもこの件に反応したが、本人曰く、体調が良くなかったそうである。
同年11月4日、『カリスマブラザーズは本当に英語ペラペラなの?』という動画で人気YouTuberカリスマブラザーズの英語力を批判し、一部のファンなどから非難される。PDRさんはこの後自身の批判に関する釈明動画を、カリスマブラザーズは英語力の欠如に関する謝罪動画を出した。
12月19日、ゲームチャンネル「PDRさんのマイクラ」を開設。
2017年2月、GENESIS ONEからの退所を発表。VidConに行った際の対応の悪さなどを理由として挙げている。
2019年3月27日、英語力批判騒動から2年半を経てカリスマブラザーズに謝罪をする動画を投稿。日本で急上昇ランク1位を獲得する。なお、同年1月にカリブラは2チャンネルに分裂する形で解散していたため、PDRさんが謝罪をしたのはメンバーの一人であるみのだけだった。翌日、みのと新ユニット「PPコンビ」を結成。しかしそのまた翌日、「方向性の違い」により解散することを発表した。
同年5月1日、日本語のメインチャンネル「PDRさん」の登録者数が100万人を突破。
2020年12月、子どもを授かったことを報告。「皆さん、PDRさんとmimei氏のすっごくかわいい子供を見たいと思いますが、残念ながらネットに載せるつもりはないのでご了承ください」と事前に子どもの顔出しを否定した。　
2021年4月17日、第一子となる女児の誕生を公表。名前や顔は非公表で、動画内では「ベビー氏」と呼ばれている。本人曰く「ずっと女の子が欲しかった」ようで、その理由は「娘の彼氏にトラウマを抱えたかった」ためだと報告動画内で冗談めかしく発言している。育児に慣れるまで1週間は動画投稿を休むことも発表した。　
2022年1月9日、日本語のセカンドチャンネルの名称を公募で「PDRさんのメインチャンネル」へ変更。
同年4月20日、友人のSHOと共にポッドキャスト「痛いおじさんズPodcast (with PDRさん & SHO)」を開始。
2025年5月25日、第二子となる男児の誕生を発表。名前や顔は非公表で、動画内では「ベビー氏2号」略して「号ちゃん」と呼ばれている。
同年7月18日、動画内で娘(ベビー氏1号)さんからの改名の要望があり、名前を「ベビー氏1号」から「苺ちゃん」へと改名を行なった。

## 人物
趣味はフィギュア、アメリカン・コミックス、映画・音楽鑑賞、プロレス、特撮（特に平成仮面ライダーシリーズを好む）、レコード集めなど。
二児の父で、妻はニュージーランド人YouTuberのmimei。弟に吉本興業所属の芸人であるのペイン ミカイル森之介と、元ジャニーズJr.でUUUM所属のYouTuberであるPDS株式会社（ペイン ダンテ将之介）がおり、以前はYouTube上でコラボしていたものの、現在の兄弟仲は良好ではない。アメリカ人YouTuberのNatalia Natchanは、動画上で妹という設定で登場している。
前述での子供の顔出しはしないと宣言した通り、SNS上に子供の顔を出してお金儲けをする親をもの凄く嫌っており、キッズチャンネル及びファミリーチャンネルを「児童労働チャンネル」と呼ぶことがある。
三毛猫のラテ、スコティッシュフォールドのシナモン、ポメラニアンのパフパフを飼っている。以前にはアメリカンカールのシュガも飼っていた。
ベジタリアンであり、卵や乳製品は食べるが肉や魚は食べない。ベジタリアンになった理由として、妻がもともとベジタリアンで、外食時に彼女が食べられるものがほとんどなくて可哀想だと思ったからと話している。
セブンイレブンで約10年ほどアルバイトしていた。今でも定期的に自分の働いていたセブンのGoogleレビューを見る動画を投稿している。
元野球選手でタレントの板東英二が嫌いだと公言している。理由は不明。
動画内に「もう一人の僕」、または「yamiDuncan」という自身が演じるツッコミ役が存在し、互いを「相棒」と呼んでいる。「もう一人の僕」自身はマイアミ出身を自称している。